# Sweet Eighteen (pel·lícula)
Sweet Eighteen (xinès simplificat: 甜蜜18岁). Pel·lícula xinesa de l'any 2012.  Guió i direcció de He Wenchao. Fotografia de  Xu Wei   i música del cantant i compositor de folk-rock, Dou Wei (窦唯). Estrenada al Shanghai Film Festival (Asian New Talent Competition), el 21 de juny de 2012.

## Estil i realització
Etiquetat amb un títol genèric que serviria per a qualsevol pel·lícula asiàtica romàntica, comença com un retrat d'adolescents solitaris, després es transforma en un drama familiar i a la meitat dels 50 minuts, finalment acaba com un romanç lèsbic.
Tot i que el títol de la pel·lícula destaca "la dolçor", després de la projecció al Festival Internacional de Cinema de Shanghai, els mitjans de comunicació van revelar que "la pel·lícula pot semblar dolça, però involuntàriament evoca pensaments durs". La directora He Wenchao, va dir en una entrevista que "s'havia estat preparant per a la pel·lícula i volia fer una pel·lícula atractiva per comunicar-se sincerament amb el públic". Espero que aquesta pel·lícula es converteixi en un regal per a tots els espectadors que commemoran el seu 18è aniversari".
El guió de la pel·lícula va guanyar l'any 2010 el premi a l'excel·lent guió de l'Administració estatal de ràdio, cinema i televisió.
Produïda per Hainan Xianliao Investment Co., Ltd. i  coproduïda pel Departament de Propaganda del Comitè Municipal del Partit de Hengyang ciutat de la província de Hunan.

## Trama
La pel·lícula "Sweet 18" explica la història del creixement de tres joves  de 18 anys, mostrant de manera vívida la confusió, i la rebel·lió a l'adolescència. Són ambiciosos i apassionats , amb totes les incògnites i experiències que viuen en plena trans transformació.
La història transcorre en u poble prop del riu Xiangjiang a Hunan (Xina central), a l'actualitat. Hi viuen He Nan (Zhou Wenyi) de 18 anys i la seva mare Zhang Lan (Zheng Shuang), una antiga cantant d'òpera xinesa originària del nord-est de la Xina. He Nan és una introvertida i una somiadora, només feliç quan pinta sola, tot i que té un xicot casual, Li Cong (Teng Fei), que té la seva mateixa edat. Després que He Nan vegi a l'amant de la seva mare, Lin Guo (Liu Qiansheng), amb una cambrera, li diu a la seva mare que està fent dues vegades. Un dia, després d'una discussió iniciada per He Nan, Lin Guo surt amb Zhang Lan i s'emporta els diners amb ell. Més tard, Zhang Lan cau mentre està borratxo i acaba a l'hospital en coma. Abandonant el seu somni d'anar a l'Acadèmia Central de Belles Arts, i necessitant ajuda, He Nan va a la recerca de Xia Hong (Qi Qi), a qui descobreix que està embarassada de Lin Guo, que va fugir després de deixar-li 20.000 RMB. Les dues dones acaben unint-se amb un amor inesperat.

## Repartiment
El director i productor de la pel·lícula va seleccionar actors i actrius, nous talents al cinema i la televisió, i va passar mig any per escollir els tres protagonistes masculins i femenins en escoles professionals d'arreu del país.
Els principals protagonistes son:
Zhou Wenyi (He Na), Qi Qi (Xia Hong), Teng Fei (Li Cong), Zheng Shuang (Zhang Lan, la mare de He Na), Yang Tao (Zhang Qian), Liu Qiancheng (Lin Guo) i Jiang Zhonghua (Li Rongping).

## Premis
Entre altres festivals, va ser seleccionada per a l'Asian New Talent Award al 15è Festival Internacional de Cinema de Shanghai. Va obtenir el premi al millor guió al 4t Festival Internacional de Cinema de Macau.

## La directora
He Wenchao (xinès simplificat: 何文超, pinyin: Hé Wénchāo) Va néixer l'any 1983 a Hunan (Xina). Es va graduar al Departament de Cinema i Televisió de l'Acadèmia Central de Drama de Pequín (中央戏剧学院). Abans de passar a la direcció va començar una carrera com a actriu de cinema i televisió.
El 2007, mentre estudiava va dirigir un curtmetratge, "És el teu torn" (下一个). Després, el 2009, la seva pel·lícula de graduació, d'una durada de trenta minuts titulada "He Xiaoguang's Summe" (何小光的夏天), va guanyar el premi al millor guió als 7th Global Chinese College Student Film and Television Awards, de la Universitat Babtista de Hong Kong, i va ser seleccionada per a la secció de curtmetratges asiàtics del 14è Festival Internacional de Cinema de Busan.